# Heidi Diethelm Gerber
Heidi Diethelm Gerber, född 20 mars 1969 i Münsterlingen, är en schweizisk sportskytt.
Hon blev olympisk bronsmedaljör i pistol vid sommarspelen 2016 i Rio de Janeiro.